# Anna Lahmer
Anna Lahmer (tidigare Lundqvist), född 15 maj 1970 i Stockholm, är en svensk skådespelare. Lahmer har bland annat arbetat för Byteatern och Ronneby Folkteater. Lahmer är en av grundarna av Karlskrona musikteater.